# ماتیا آلتوبلی (بازیکن فوتبال، زاده ۱۹۹۵)
ماتیا آلتوبلی (انگلیسی: Mattia Altobelli؛ زادهٔ ۱۴ ژانویهٔ ۱۹۹۵) بازیکن فوتبال اهل ایتالیا است.
از باشگاه‌هایی که در آن بازی کرده‌است می‌توان به باشگاه فوتبال فوجا و باشگاه فوتبال دلفینو پسکارا اشاره کرد.